# Gecina
Gecina er et fransk ejendomsselskab, der ejer, driver og udvikler ejendomme. Deres aktiver havde ved udgangen af 2020 en værdi af 20 mia. euro. og 97 % af ejendommene var i Paris. Ejendommene omfatter kontorer og lejligheder.